# Mmathethe
Mmathethe – wieś w Botswanie w dystrykcie Southern. Według spisu ludności z 2011 roku wieś liczyła 5078 mieszkańców.